# Leichnam

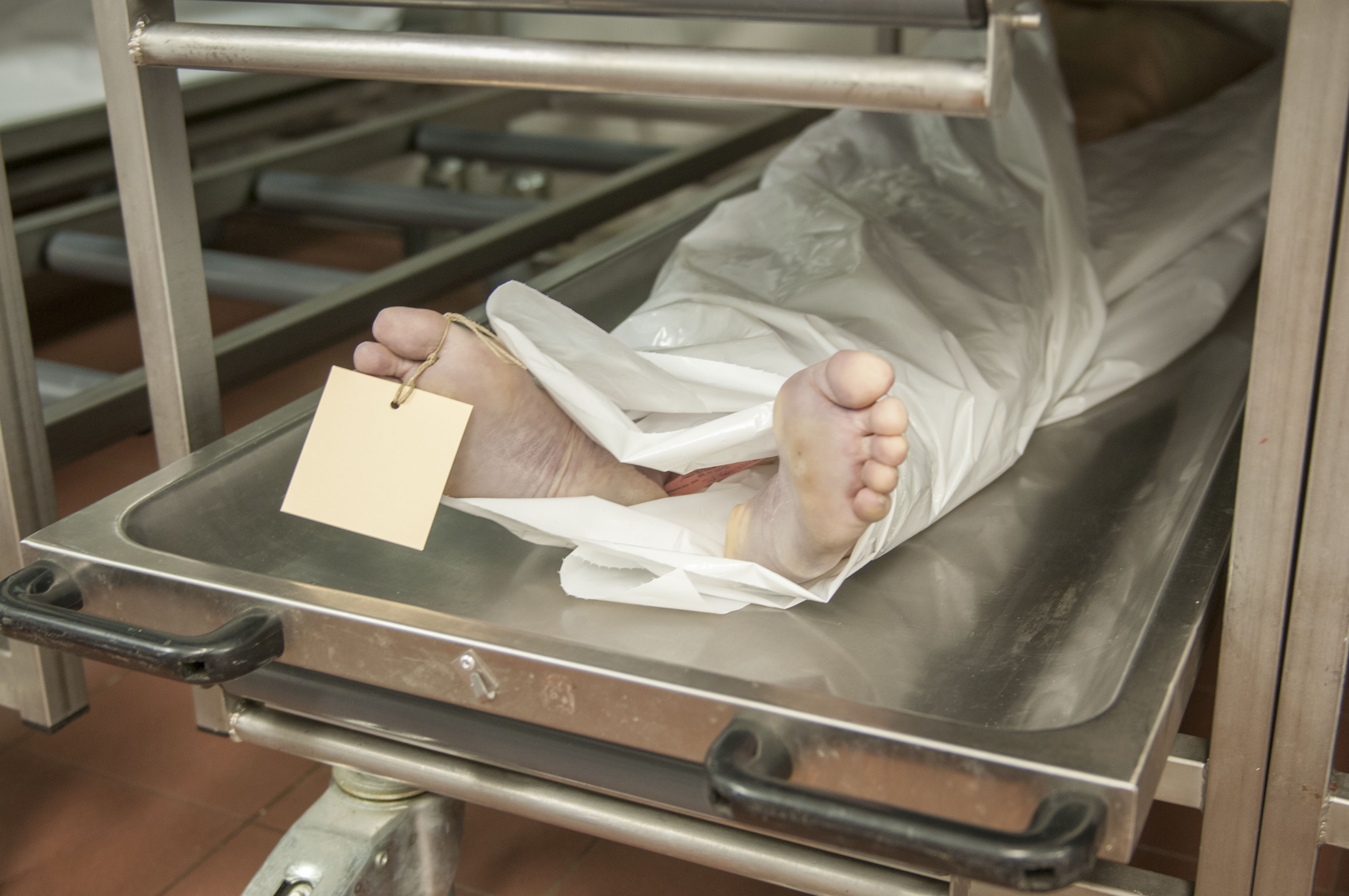
Kühlraum in der Rechtsmedizin der Charité Berlin

Leichnam oder Leiche (von mittelhochdeutsch līch, von althochdeutsch līh, ‚Körper, Fleisch, Leiche‘) bezeichnet primär den toten Körper eines Menschen. Die toten Körper anderer Tiere bezeichnet man üblicherweise als Aas, Kadaver oder Tierkörper. Leichen werden von Medizinern bzw. Medizinstudenten oder anderen Wissenschaftlern bei einer Dissektion zur Erforschung der Anatomie des Körpers verwendet und spielen in der Forensik eine Rolle bei der Bestimmung der Todesursache.
In Teilen Österreichs und Süddeutschlands ist der Begriff Leich’ auch für den Bestattungsvorgang gebräuchlich, zu dem traditionell ein abschließender Leichenschmaus gehört.

## Rechtliche Aspekte in Deutschland

### Totenfürsorge, öffentliches Recht
Die Totenfürsorge für einen menschlichen Leichnam obliegt in Deutschland den nächsten Angehörigen, soweit der Verstorbene gemäß seinem postmortalen Selbstbestimmungsrecht keine anderen Anordnungen getroffen hat. Sie besteht unabhängig von der rechtlichen Einordnung des Leichnams.
Durch die öffentliche Verwaltung können die Angehörigen zu den Kosten der Bestattung herangezogen werden, auch wenn sie weder Erben geworden sind (etwa nach Ausschlagung der Erbschaft) noch unterhaltspflichtig im Sinne des § 1615 Abs. 2 BGB sind. Die genauen Regelungen treffen die Bestattungsgesetze der Bundesländer.
Gleichzeitig besteht auch ein entsprechendes Recht zur Totenfürsorge, in das Dritte nicht eingreifen dürfen. Wer zur Totenfürsorge berechtigt ist, entscheidet etwa über die Art der Bestattung und den Ort der Beisetzung.
Das Gesetz trifft eine Reihe von Hygienemaßnahmen zum Schutz der Öffentlichkeit vor den wirklichen oder vermeintlichen Gefahren des Leichnams. So existieren sogenannte Giftscheine ebenso wie Vorkehrungen für den Transport von Verstorbenen. So darf ein Leichnam nur an einen anderen Ort als den vorgesehenen Bestattungsplatz befördert werden, nachdem das Ordnungsamt des Sterbeortes einen Leichenpass erstellt hat (siehe auch Infektionsschutzgesetz).

### Zivilrecht
Die sachenrechtliche Einordnung des Leichnams ist, insbesondere im Hinblick auf das Persönlichkeitsrecht, umstritten. Ob der Leichnam eine Sache ist, kann im Ergebnis dahinstehen, denn er ist dem Rechtsverkehr entzogen, weil der Körper des verstorbenen Menschen auch nicht im Wege der Universalsukzession (§ 1922 BGB) Bestandteil der Erbschaft sein kann, da sie allein das Vermögen betrifft. Damit hat der Streit um die Sacheigenschaft eines Leichnams, der nicht wissenschaftlichen Zwecken dient, keine praktische Relevanz. Eine gesetzliche Regelung zum Beispiel über die Verwendung von Leichen in der Wissenschaft besteht nicht.

### Strafrecht
Die Sacheigenschaft des Leichnams eines Menschen im Sinne des deutschen Strafgesetzbuches ist umstritten. Nach einer Ansicht soll dieser keine bloße Sache sein, da die Menschenwürde auch über den Tod hinaus wirkt. Nach anderer Ansicht handelt es sich zwar um eine Sache, die aber nicht eigentumsfähig ist. Jedenfalls ist ein Leichnam daher kein taugliches Tatobjekt für einen Diebstahl oder eine Sachbeschädigung. Als Straftat kommt insofern nur die Störung der Totenruhe in Betracht.
Eine Ausnahme besteht, wenn ein Leichnam zu Forschungs- oder Ausstellungszwecken verwendet wird und daher nicht mehr für eine Bestattung vorgesehen ist.
Ein Leichnam kann im Rahmen eines strafrechtlichen Ermittlungsverfahrens sichergestellt, nicht jedoch beschlagnahmt werden, da der Betroffene keinen Widerspruch einlegen kann und kein Eigentum am Leichnam vorliegt. Demnach ist auch keine Eigentumsübertragung möglich.

## Leichen in den Medien
Seit 2000 treten vermehrt US-amerikanische Fernsehserien hervor, die die Toten nicht nur als Ausgangspunkt für Ermittlungen betrachten, sondern in denen im Verlauf von Ermittlungen, Untersuchungen oder Bestattungen konkret an der Leiche gearbeitet wird. Das Besondere an diesen aktuellen Serienphänomenen ist die explizite Fokussierung auf den Tod, tote Körper und das Sterben. Detaillierte Beweisaufnahmen am toten Körper oder das Nachstellen des Tatherganges und des konkreten Sterbemoments bezeugen die Spurensuche. Die Toten stehen im Mittelpunkt, körperliche Zeugenaussagen und thanatologische Maßnahmen bestimmen die Szenerie.
US-amerikanische Serien sind beispielsweise Six Feet Under, Pushing Daisies, Dexter, Navy CIS, Body of Proof, CSI: Den Tätern auf der Spur und deren Spin-offs CSI: Miami oder CSI: NY. Deutsche Produktionen mit ähnlichem Format sind unter anderem Post Mortem und R. I. S. – Die Sprache der Toten.

## Menschliche Überreste in Museen und Sammlungen

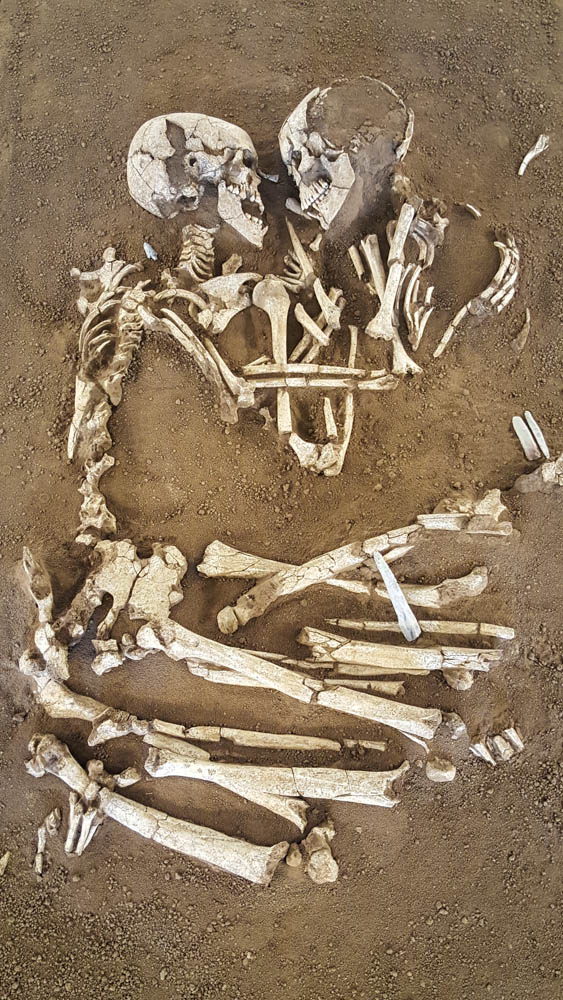
Die Liebenden von Valdaro in einer Vitrine im Archäologischen Nationalmuseum von Mantua

### Allgemeines
Zum Umgang mit menschlichen Überresten, wie Skeletten, Mumien und Moorleichen, in den Sammlungen von Museen hat man sich lange Zeit kaum Gedanken gemacht. Mittlerweile ist das öffentliche Interesse deutlich gestiegen, so dass Informationen zu der Herkunft von Ausstellungsstücken, einschließlich der Möglichkeit einer unrechtmäßigen Aneignung Gegenstand der öffentlichen Debatte geworden ist. Auch Umstände wie Grabraub, die als eine von mehreren Voraussetzungen für eine mögliche Rückgabe gilt, rückten dabei in den Fokus der Medienberichterstattung.
Das British Museum begann ab dem Jahr 2000, sich mit ethischen und rechtlichen Fragen zu Themen wie Erwerb, Lagerung und Ausstellung von Exponaten, die menschliche Überreste sind oder diese enthalten, auseinanderzusetzen.
Der Deutsche Museumsbund hat im Jahr 2021 einen umfangreichen Leitfaden zu dem Thema Umgang mit menschlichen Überresten in Museen und Sammlungen veröffentlicht. Museen, wie etwa das Berliner Museum für Naturkunde beteiligen sich mit eigenen Publikationen aktiv am Thema.
Mittlerweile haben zahlreiche Länder, darunter auch Deutschland, einen Teil der kontrovers diskutierten Ausstellungsstücke zurückgegeben.
Anlässlich einer Rückgabe menschlicher Überreste an die neuseeländischen Māori im Jahr 2023, nannte Petra Olschowski als Motivation den Wunsch einen „aktiven Beitrag zur Aufarbeitung kolonialen Unrechts“ zu leisten.

### Einige Beispiele
Es gibt zahlreiche Einzelstücke aus dem Bereich der menschlichen Überreste, die Teil von Sammlungen oder Museen sind oder es waren. Einige davon sind in der Liste homininer Fossilien verzeichnet sowie in der Liste von Moorleichen oder als Teil der entsprechenden Liste für Mumien.
- Eine archäologische Kontroverse um die erneute Bestattung von Skelettfunden entzündete sich in den 1920er Jahren am neolithischen Skelett eines dreijährigen Kindes.[8]

- Die mumifizierten Überreste der gefriergetrockneten Gletschermumie Ötzi werden seit 1998 in der Dauerausstellung des Südtiroler Archäologiemuseums präsentiert.[9]

- Die Liebenden von Valdaro, ein über 5.000 Jahre altes Paar aus der Jungsteinzeit wurde 2005 gefunden. In einer Vitrine sind die skelettierten Überreste Teil der Dauerausstellung im Archäologischen Nationalmuseum von Mantua.[10]

- Das Grassimuseum in Leipzig gab im November 2022 in einer Zeremonie den Nachfahren von vier Stämmen der Aborigines aus New South Wales Gebeine zurück, die in der Kolonialzeit aus Australien mitgenommen worden waren.[5]

- Das Staatliches Museum für Naturkunde Stuttgart gab im Jahr 2023 im Rahmen einer Zeremonie indigene Überreste, die aus Hawaii stammten, an eine von dort angereiste Delegation zurück. Rückblickend seien die menschlichen Überreste durch ein unmenschliche und ausbeuterische Forschungspolitik Teil der Sammlung geworden, so dass sie den Nachfahren im Auftrag des Landes Baden-Württemberg im April 2023 zurückgegeben wurden.[6]

- Das Nationalmuseum Neuseelands, Museum of New Zealand Te Papa Tongarewa erhielt am 30. Mai 2023 menschliche Überreste der Maori und Moriori von Vertretern des Bundeslandes Baden-Württemberg zurück, wo diese zuvor Teil der Sammlung des Linden-Museums in Stuttgart waren.[7]

## Kommerzialisierung des Umgangs mit Leichen
Seit 1996 hat der Anatom Gunther von Hagens mit seiner Ausstellung Körperwelten Leichen öffentlich zur Schau gestellt, die zuvor mit dem Verfahren der Plastination haltbar gemacht wurden. Im Jahre 2008 ließ von Hagens juristisch prüfen, ob Teile seiner Sammlung kommerziell verwertet werden, also an jedermann verkauft werden dürfen. Nach Protesten nahm er Abstand von dieser Geschäftsidee.